# کوه ابونا یوسف
کوه ابونا یوسف (به لاتین: Mount Abuna Yosef) یک کوه در اتیوپی است که در Semien Wollo Zone واقع شده‌است. کوه ابونا یوسف ۴٬۲۶۰ متر بالاتر از سطح دریا واقع شده‌است.